# Huilaea mutisiana
Espèce
Statut de conservation UICN

 EN B1+2c : En danger
Huilaea mutisiana est une espèce de plantes à fleurs de la famille des Melastomataceae.
Selon Plants of the World Online, c'est un synonyme de Chalybea mutisiana. Selon ce site, la plante est originaire de Colombie (Boyacá, Cauca, Santander).

## Publication originale
- Caldasia 10: 295, f. 5. 1969.